# 葉永華
葉永華 (英文名: Yip Wing Wah)，香港點心師傅，在飲食界擁有超過50年經驗。1986年加入香港半島酒店嘉麟樓，任職點心部主管超過30年，是著名半島「迷你奶黃月餅」的始創人，被譽為香港月餅界的泰斗。 
2012年葉永華退休後，出任半島酒店集團的「點心大使」一職，經常親赴各地半島酒店傳授製作點心和月餅的技巧，被封為「點心界的葉問」。

2018年重出江湖，出任皇玥集團餅藝大師，推出月餅系列，炮製出傳統月餅、流心奶黃月餅之外，同時首創全港流心芝麻月餅 ，將月餅從「奶皇時代」進入一個嶄新的「流心時代」。
 

## 經歷

### 少年時期
葉永華父親同樣做飲食業，而葉永華是家中排行最大，因此在年輕時就入行了。1966年，13歲時在灣仔龍門大酒樓做學徒，從學製作點心做起，凌晨三、四點便起床做準備工作，每日工作時間超過14個小時。當時沒有專人教學，葉永華隨大師傅製作並學習，手藝漸漸成熟。

### 半島時代
1986年，33歲的葉永華加入半島酒店的中菜廳嘉麟樓，擔任點心部主管一職 ，晉升成為五星級酒店大師傅。他主力製作傳統點心，包括叉燒酥、蝦餃、春卷等，當時點心部每天製造約10,000至12,000件點心。 葉永華會因應季節，為傳統點心添上新意思，如燒賣上加鮑魚、松茸等貴價食材，用甘筍汁做鹹水角皮、韭菜汁做餃皮。。

### 奶黃月餅熱潮
1986年，葉永華於嘉麟樓任職的第一年，正是臨近中秋時份時，葉永華因應公司的要求，製作一些特別的美食予堂食的客人歡度中秋，他借鏡西方糕點的製作，以奶黃作餡，用牛油做皮，創製出迷你奶皇月餅，成為奶黃月餅的始創人 。第一年只製作了2000盒給熟客，深受歡迎。翌年（1987年）酒店正式推出迷你奶黃月餅作銷售，很快便全部售馨。此事引起媒體報導訪問。  

### 傳揚手藝
2012年，葉永華榮退後，成為半島酒店集團的「港式點心大使」，不時到上海、巴黎、曼谷等半島酒店，將近50年的經驗傳授給各地的半島酒店廚師團隊，同時教授奶黃月餅製法。

### 重出江湖
2017年，葉永華重出江湖，加入皇玥集團成為皇玥餅藝大師，繼續研發不同的月餅口味。除了傳統的雙黃金黃蓮蓉月餅及雙黃白蓮蓉月餅，經典的奶黃月餅等，葉永華又製作出流心月餅系列，有流心奶皇月餅，以及「流心芝麻月餅」 ，亦引起媒體報導。 